# Ricardo André
Ricardo André Duarte Pires (Amadora, 24 ottobre 1982) è un ex calciatore portoghese, di ruolo centrocampista.